# USS LST-12
O USS LST-12 foi um navio de guerra norte-americano da classe LST que operou durante a Segunda Guerra Mundial.